# Morski Park Narodowy Wyspy Zakintos
Morski Park Narodowy Wyspy Zakintos (gr. Εθνικό Θαλάσσιο Πάρκο Ζακύνθου – trb. Etniko Talasio Parko Zakintu) – park narodowy znajdujący się w Grecji, w południowej części wyspy Zakintos.

## Położenie
Park został założony w grudniu 1999 roku i zajmuje obszar 135 km². Obejmuje południową część wyspy Zakintos, zatokę Laganas (gr. Κολπος Λαγανα) wraz z jej wybrzeżem oraz położonymi na niej wyspami Maratonisi (Μαραθωνήσι) i Peluzo (Πελούζο), ponadto tereny podmokłe jeziora Keri (Λίμνη Κερίου) w pobliżu zachodniego brzegu zatoki oraz wyspy Strofady (Στροφάδια) położone na południe od Zakintos.

## Fauna

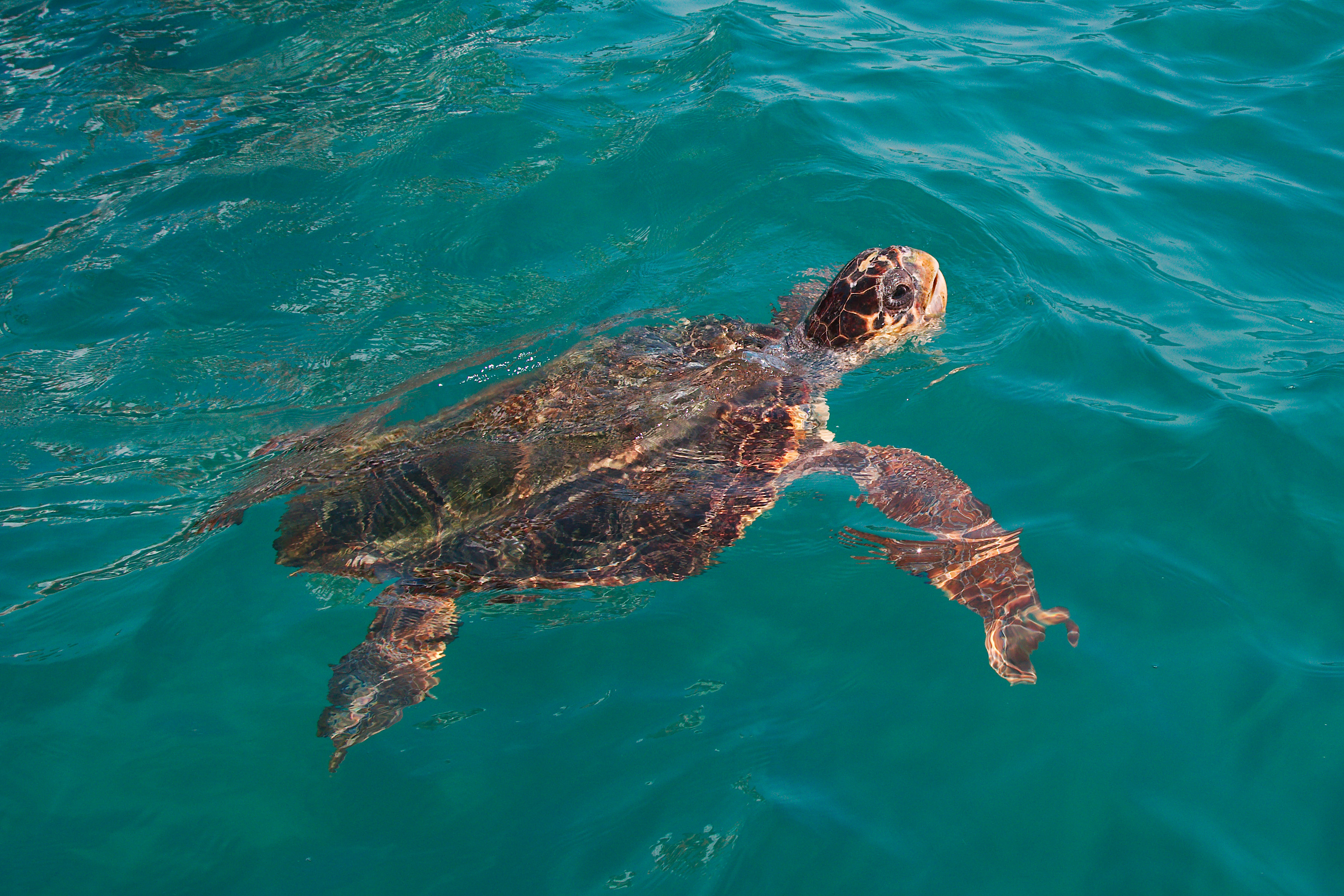
Karetta w zatoce Laganas (2014)

Park znany jest przede wszystkim jako jedno z najważniejszych miejsc lęgowych żółwia morskiego Caretta caretta na Morzu Śródziemnym. Obejmuje ono sześć plaż – Jerakas (Γέρακας), Dafni (Δάφνη), Sekania (Σεκανία), Kalamaki (Καλαμάκι), Laganas (Λαγανάς) i plaże na wyspie Maratonisi – o łącznej długości ok. 5 km. Co roku w okresie od maja do sierpnia zakładanych jest tutaj 900–2000 gniazd, co stanowi 80% wszystkich obszarów gniazdowania tego gatunku w basenie Morza Śródziemnego. Największym zagęszczeniem żółwi w okresie lęgowym cechuje się plaża Sekania (500–700 gniazd rocznie).
Ogółem w morzu na terenie parku występuje ponad 30 rzadkich i zagrożonych gatunków zwierząt, wśród nich mniszka śródziemnomorska – gatunek zagrożony z rodziny fokowatych – a także przyszynka szlachetna, granik wielki oraz delfin zwyczajny. Występują tu także rafy koralowe zamieszkiwane przez rozgwiazdy oraz koralowce.
Na lądzie znaleźć można 10 gatunków nietoperzy zamieszkujących jaskinie oraz stare budynki, kilka gatunków gadów i płazów nad jeziorem Keri (m.in. żółwia błotnego, żółwia kaspijskiego oraz rzekotkę drzewną i ropuchę zieloną), natomiast na Strofadach zaobserwowano jaszczurkę Podarcis peloponnesiacus. Obszar parku zamieszkuje nawet 119 gatunków ptaków, w tym migrujących takich jak sokół skalny czy turkawka.

## Flora i siedliska
Obszar parku narodowego charakteryzuje również różnorodność siedlisk, które obejmują:
- dno morza porastane przez murawy gatunku Posidonia oceanica[15] oraz acetabularię[11],
- piaszczyste wydmy z rzadkim pankracjum nadmorskim,
- roślinność bagienną – głównie na obszarze jeziora Keri – gdzie oprócz trzciny pospolitej i sitowca nadmorskiego znaleźć można też rzadką na tym terenie kłoć wiechowatą[14],
- skaliste wybrzeża porastane przez rośliny chasmofityczne, np. starca popielnego,
- makię z jałowcem fenickim, pistacją kleistą i szarańczynem strąkowym.

Na terenie parku wykazano obecność 53 ważnych gatunków roślin, w tym 18 greckich endemitów, 7 subendemitów oraz 3 gatunków, które nie występują nigdzie indziej poza Zakintos – Asperula naufraga, Limonium phitosianum i Limonium zacynthium.

## Zarządzanie

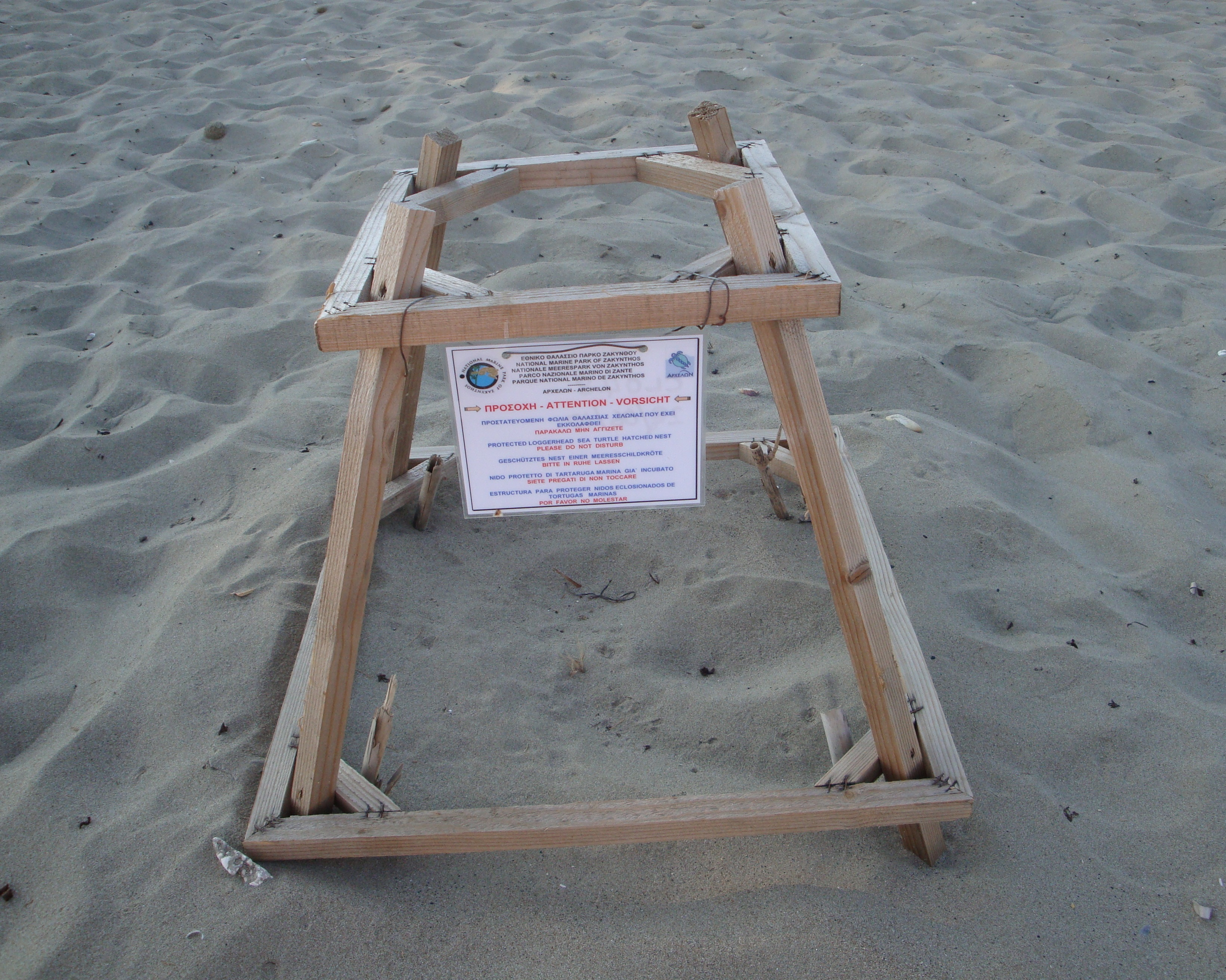
Oznaczone i wygrodzone gniazdo Caretta caretta (2010)

Dla zachowania wartości ekologicznej oraz w celu ochrony występujących na tym terenie gatunków, w tym zagrożonych, obszar zatoki Laganas podzielony jest na trzy strefy, w których obowiązują następujące ograniczenia:
- strefa A – całkowity zakaz żeglugi,
- strefa B – oraz ograniczenie prędkości do 6 węzłów oraz zakaz cumowania,
- strefa C – ograniczenie prędkości do 6 węzłów.

Mimo to intensywny rozwój przemysłu turystycznego w tym regionie stanowi zagrożenie i jest przyczyną zmniejszania się populacji Caretta caretta. Dla zapewnienia tym żółwiom spokoju w okresie lęgowym wprowadzono m.in. zakaz przebywania na plażach w godzinach nocnych, natomiast codziennie rano wolontariusze oznaczają i wygradzają gniazda, aby zabezpieczyć delikatne jaja przed uszkodzeniem.
Morski Park Narodowy Wyspy Zakintos obejmuje 4 obszary funkcjonujące w ramach sieci obszarów chronionych Natura 2000:
- Dytikes Kai Voreioanatolikes Aktes Zakynthou (GR2210001) o powierzchni 21 464,92 ha[20],
- Kolpos Lagana Zakynthou (Akr. Geraki – Keri) kai Nisides Marathonisi kai Pelouzo (GR2210002) o powierzchni 6 977,66 ha[21],
- Nisoi Strofades (GR2210003) o powierzchni 548,26 ha[22],
- Nisides Stamfani Kai Arpyia (Strofades) Kai Thalassia Zoni (GR2210004) o powierzchni 11 622,83 ha[23].

## Galeria

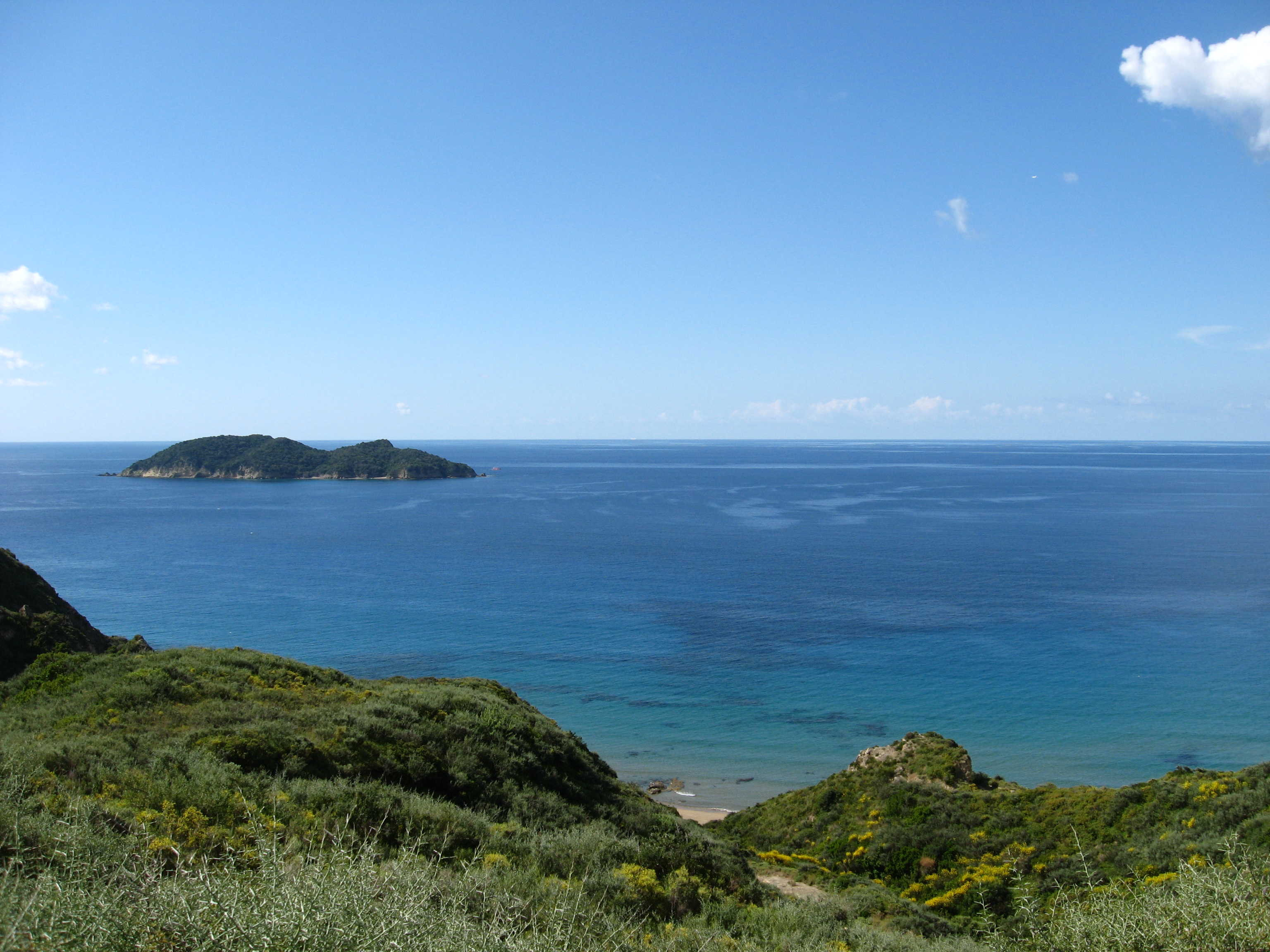
Zatoka Laganas i wyspa Peluzo widziane sponad plaży Sekania (2014)
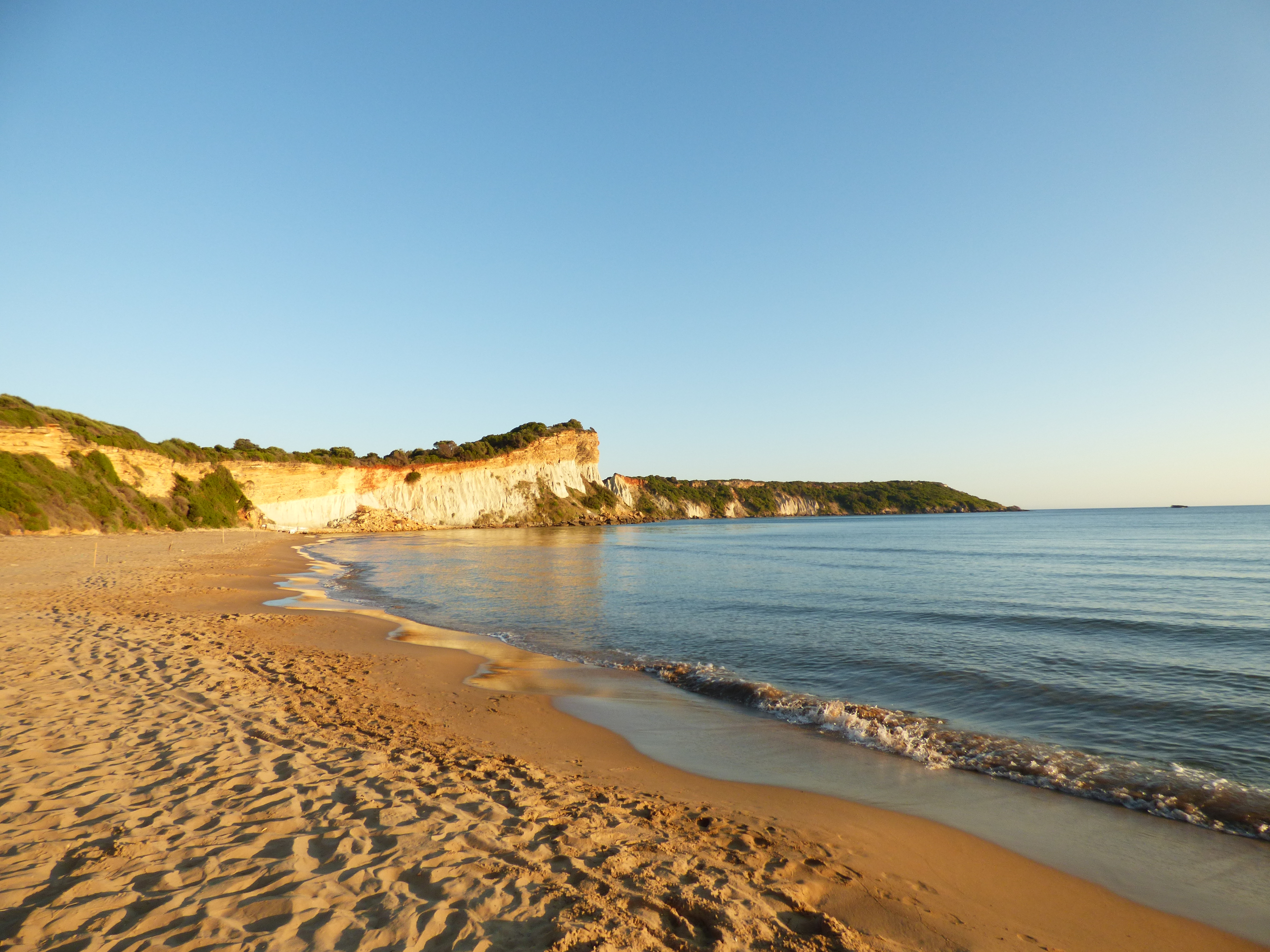
Plaża Jerakas (2018)
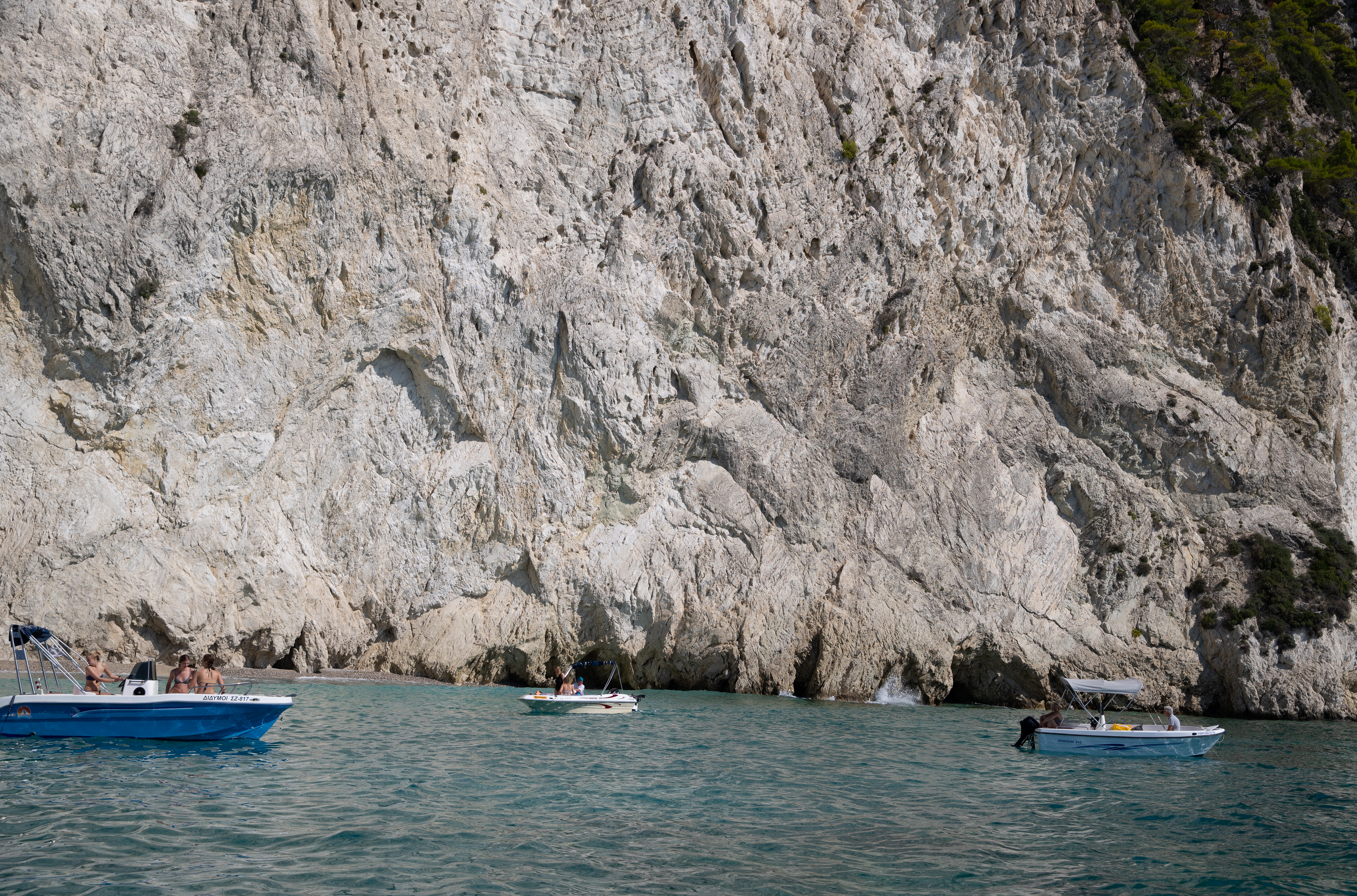
Skaliste wybrzeże wyspy Maratonisi (2018)
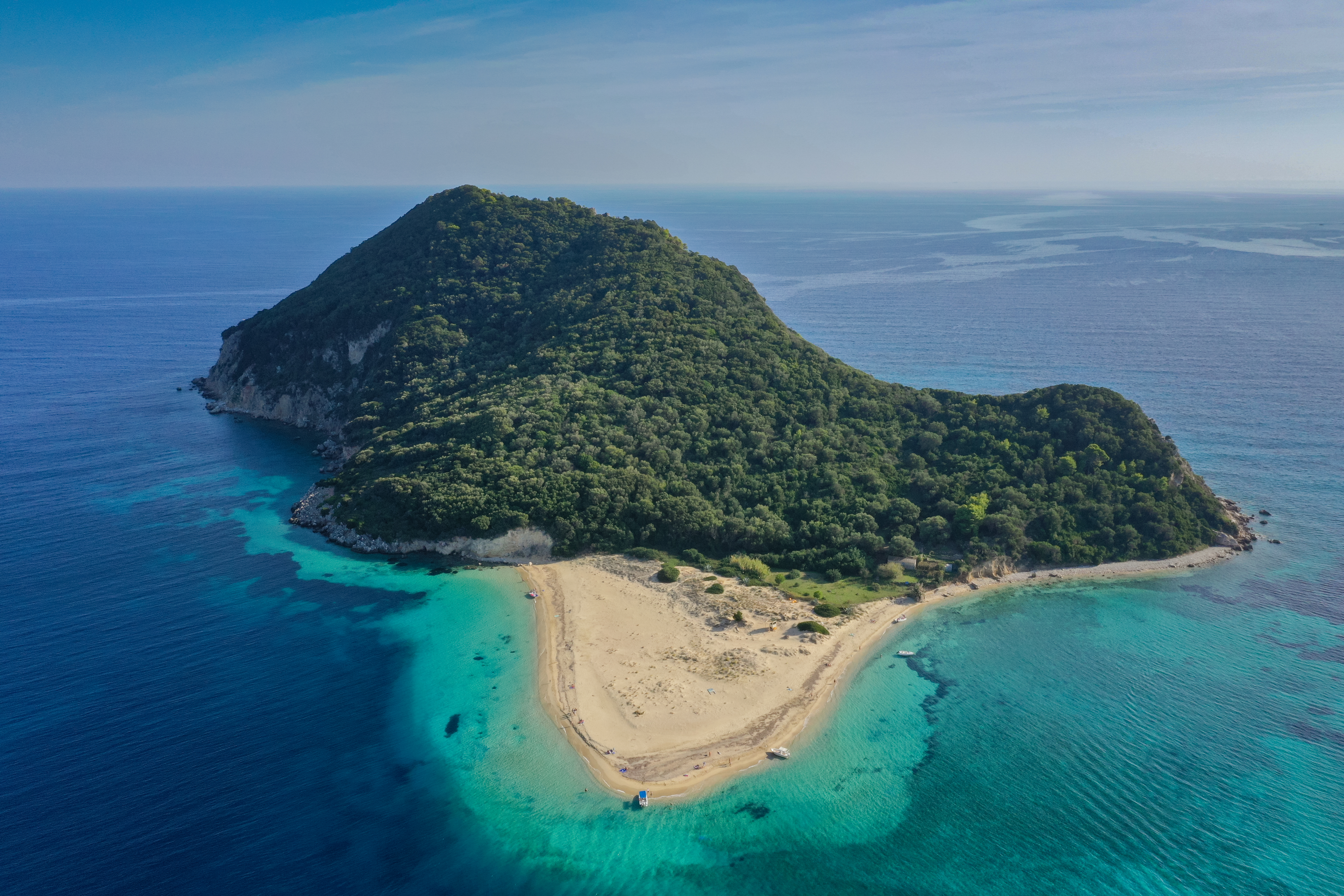
Wyspa Maratonisi w 2018 roku
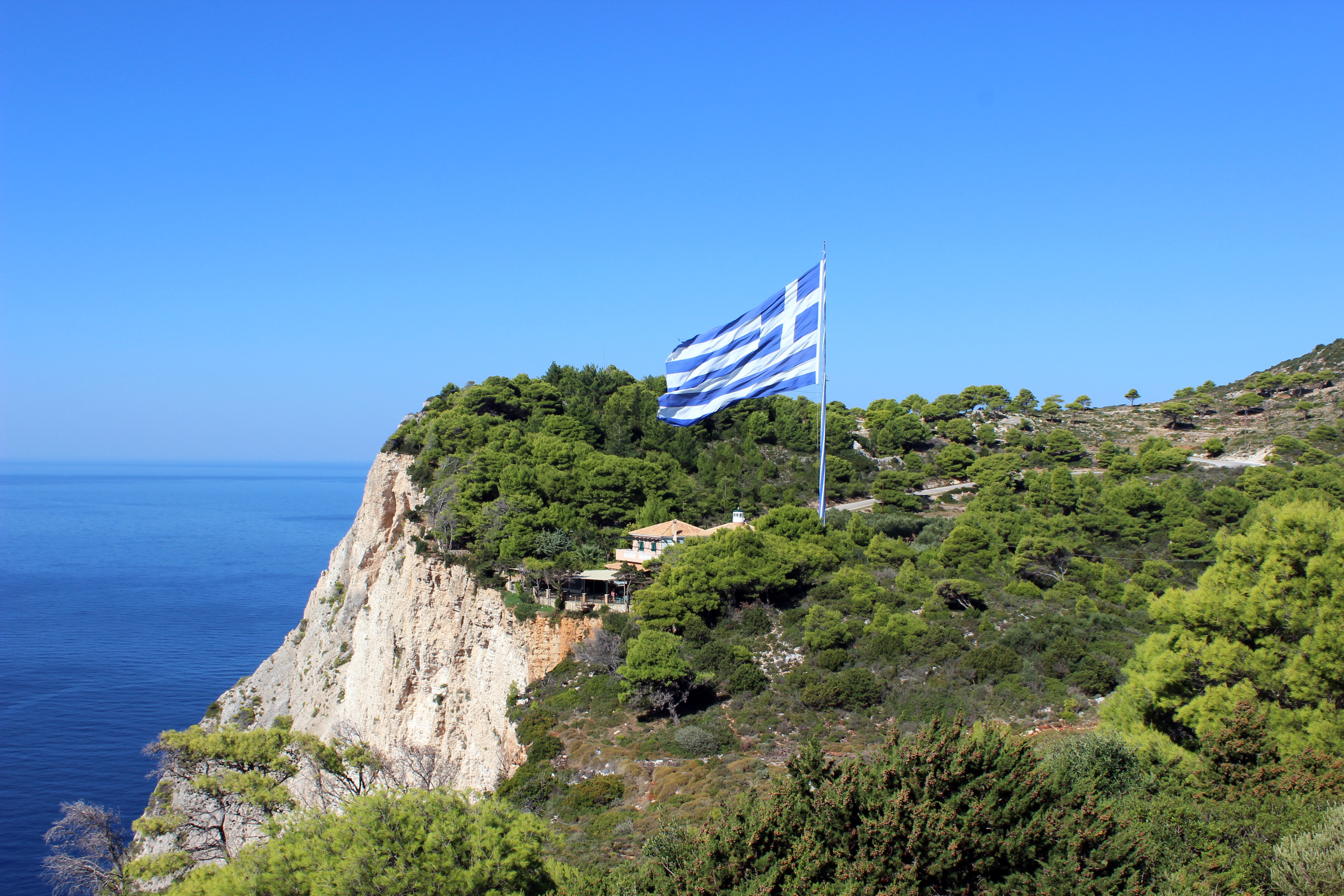
Makia w okolicach jeziora Keri (2012)
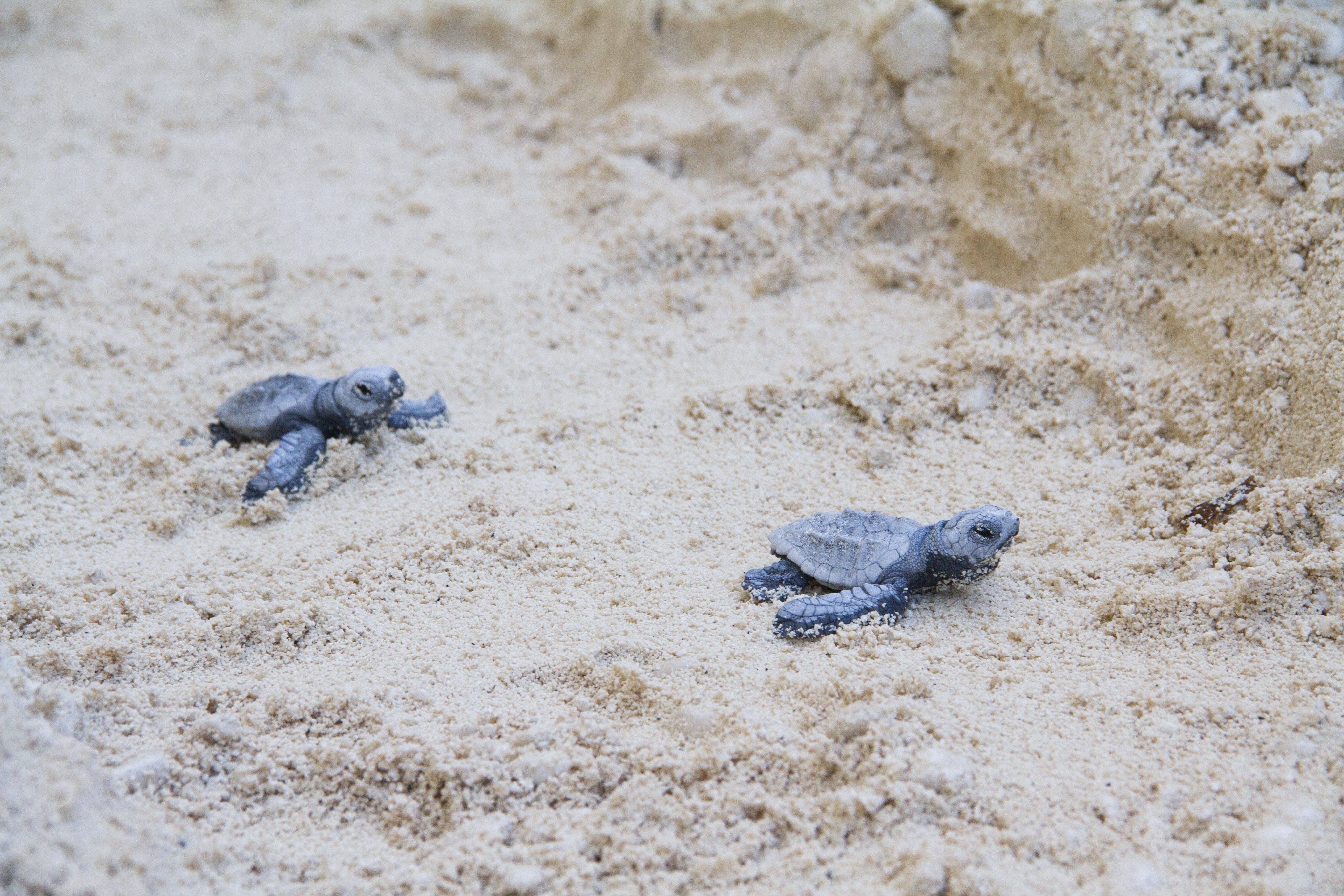
Pisklęta karetty (2015)
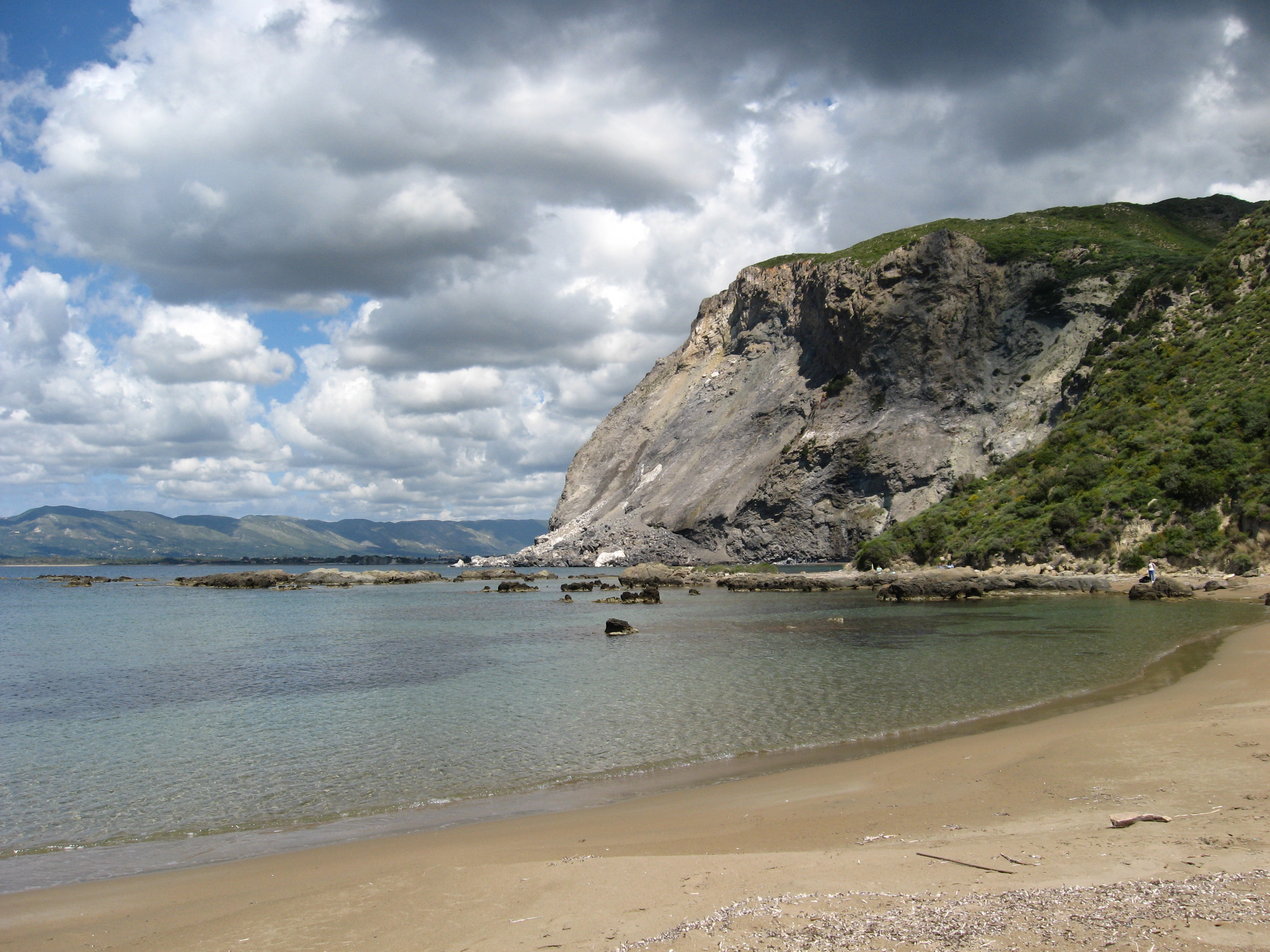
Wybrzeże zatoki Laganas i plaża Sekania (2014)
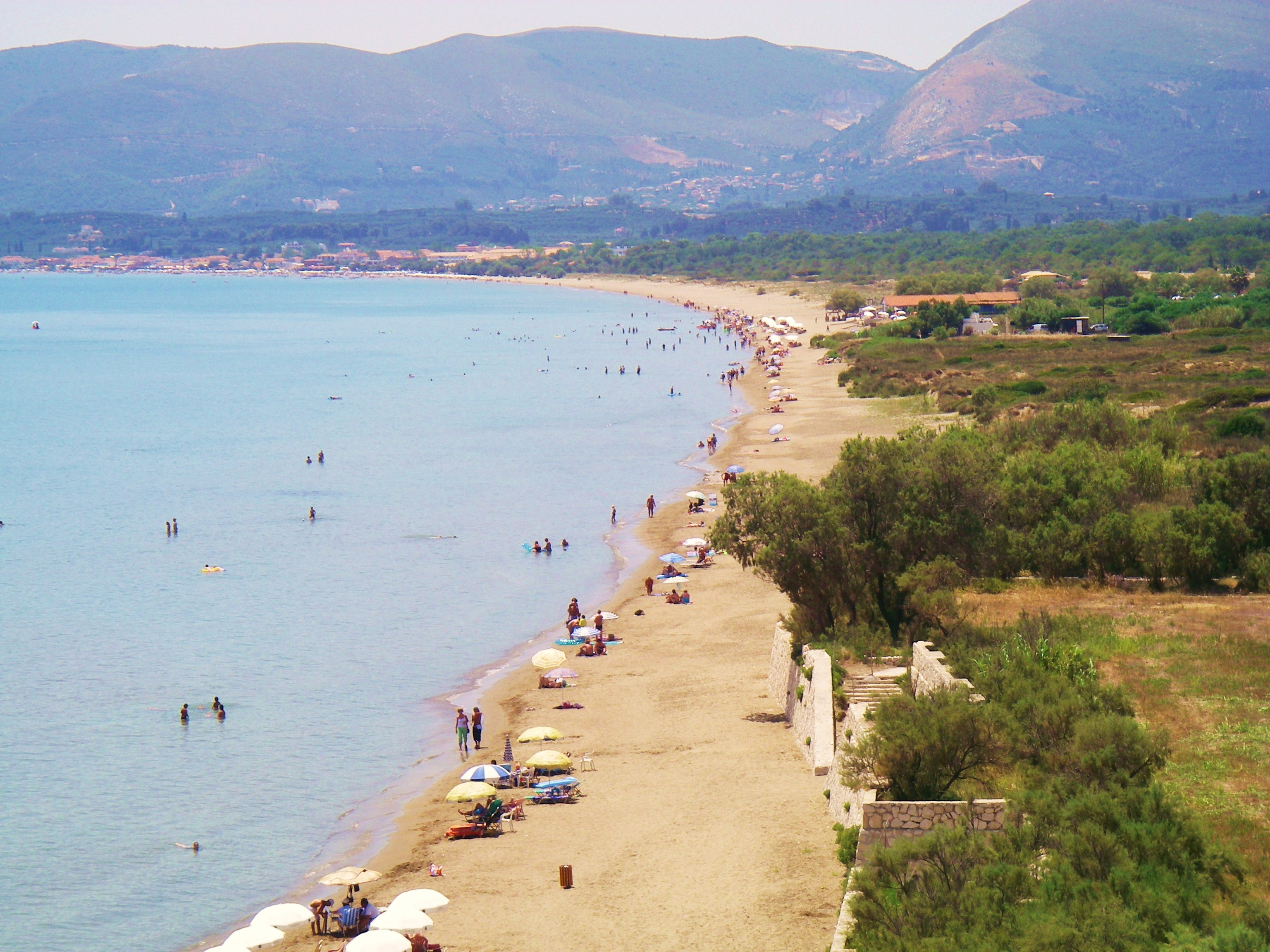
Plaża Kalamaki (2008)